# Bob Houbregs
Robert J. „Bob” Houbregs (ur. 12 marca 1932 w Vancouver, zm. 28 maja 2014 w Olympii) – kanadyjski koszykarz, występujący na pozycjach skrzydłowego oraz środkowego, członek Koszykarskiej Galerii Sław.
W latach 1970–1973 pełnił funkcję generalnego menedżera w klubie Seattle Supersonics.

## Osiągnięcia
NCAA
- Uczestnik rozgrywek NCAA Final Four (1953)[3]
- trzykrotny mistrz konferencji Pacific Coast (1951–1953)[3]
- Zawodnik Roku NCAA wedługHelms Foundation (1953)[3]
- Zaliczony do[3]:
  - I składu:
    - All-American (1953)
    - All-PCC (1951–1953)
    - turnieju NCAA (1953)[4]

  - II składu All-American (1952)
  - Akademickiej Galerii Sław Koszykówki (2006)[5]
- Uczelnia University of Washington zastrzegła należący do niego numer 25[1]

NBA
- dwukrotny finalista NBA (1955, 1956)[6]

Inne
- Wybrany do:
  - Koszykarskiej Galerii Sław im. Jamesa Naismitha (1987)[3]
  - Kanadyjskiej Galerii Sław Koszykówki (2000)[7]
  - Galerii Sław Huskies (1979)[2]